# Gods of Egypt
Gods of Egypt is een Amerikaans-Australische fantasyfilm uit 2016 onder regie van Alex Proyas. De film gaat over de goden en godinnen van het Oude Egypte werd geproduceerd door Summit Entertainment in samenwerking met Lionsgate en vrijgegeven in 2D, RealD 3D en IMAX 3D.

## Verhaal
Als de jonge dief Bek's (Brenton Thwaites) vriendin Zaya (Courtney Eaton) overlijdt, gaat hij ermee naar de god Horus om haar weer tot leven te brengen. Horus de troonopvolger, die net is verbannen door zijn oom Set, de god van de duisternis die net aan de macht is gekomen, wil hem helpen als Bek hem wil helpen om zijn oom, de onrechtmatige koning te verslaan.

## Rolverdeling
- Nikolaj Coster-Waldau als Horus
- Gerard Butler als Set
- Brenton Thwaites als Bek
  - Lindsay Farris als oudere Bek / verteller (stemrol)
- Élodie Yung als Hathor
- Chadwick Boseman als Thoth
- Courtney Eaton als Zaya
- Geoffrey Rush als Ra
- Rufus Sewell als Urshu
- Bryan Brown als Osiris
- Rachael Blake als Isis
- Goran D. Kleut als Anubis
- Emma Booth als Nephthys
- Alexander England als Mnevis

- Ian Roberts als Urshu's wachter #1
- Yaya Deng als Astarte
- Abbey Lee als Anat
- Kenneth Ransom als Sfinx
- Robyn Nevin als Sharifa

- Bruce Spence als Opperrechter
- Michael-Anthony Taylor als Priester